# Greta Gerwig
Pour les articles homonymes, voir Gerwig.
Greta Gerwig, née le 4 août 1983 à Sacramento (Californie), est une actrice, scénariste et réalisatrice américaine.
Principalement connue pour sa participation dans le mouvement cinématographique mumblecore, elle est révélée en 2010 avec le rôle de Florence Marr dans le long-métrage indépendant Greenberg, réalisé par Noah Baumbach. Elle fait ses débuts dans le cinéma grand public avec Sex Friends et Arthur, un amour de milliardaire, l'année suivante, avant de tourner sous la direction de Woody Allen dans To Rome with Love. En 2013, elle tient le rôle-titre dans la comédie dramatique Frances Ha, dont elle a écrit le scénario avec le réalisateur, qui rencontre un large accueil favorable auprès de la critique, ce qui lui permet d'être nommée au Golden Globe de la meilleure actrice dans un film musical ou une comédie en 2014.
À la fin des années 2010, elle représente le « renouveau des réalisatrices » et devient l'un des visages phares de l'ère post-MeToo. Lady Bird, son premier long métrage en tant que réalisatrice, lui permet de s'imposer comme une figure incontournable. Pour ce film elle obtient sa première nomination à l'Oscar de la meilleure réalisation. Elle confirme son statut avec deux grosses productions : d'un côté la réadaptation des Filles du Docteur March portée par son actrice fétiche Saoirse Ronan (2019), de l'autre la comédie Barbie avec l'Australienne Margot Robbie dans le rôle titre (2023), ce film rencontrant un grand succès international, faisant de Greta Gerwig la première réalisatrice à réaliser un film remportant plus d'un milliard de dollars de recettes.

## Biographie

### Jeunesse et formation
Native de Sacramento et d'ascendance allemande, Greta Celeste Gerwig est la fille de Christine, infirmière, et Gordon Gerwig, consultant financier et programmeur informatique,. Elle a des relations proches avec ses parents, qui sont même apparus dans Frances Ha dans le rôle des parents de son personnage. Greta Gerwig a des origines allemandes, irlandaises et anglaises. Elle grandit dans l'universalisme unitarien mais est également allée à l'école catholique pour filles. Elle se décrit comme une « enfant intense »,. Ayant un intérêt précoce pour la danse, elle a l'intention d'être diplômée en théâtre musical à New York. Elle fait ses études au Barnard College, où elle a étudié à la place l'anglais et la philosophie, études au cours desquelles elle écrit des pièces de théâtre et est la cofondatrice d'un groupe d'improvisation nommé The Tea Party Ensemble,.

### Carrière

#### Débuts (2006-2009)
Ayant pour ambition de devenir dramaturge, Greta Gerwig fait toutefois ses débuts comme actrice en 2006 dans un rôle mineur dans LOL, film à petit budget explorant les effets de la technologie sur les relations sociales. Elle y incarne une jeune femme envoyant des photos d'elle à un admirateur à l'aide d'un téléphone portable. C'est un rôle secondaire mais il introduit la jeune actrice dans le mouvement du cinéma indépendant dite mumblecore, où son nom sera associé à cette mouvance de cinéma,,.
En 2007, elle tient le rôle principal de Hannah Takes the Stairs, film de Joe Swanberg dont elle a coécrit le scénario. Elle incarne une jeune femme récemment diplômée de l'université, qui travaille comme stagiaire et tombe amoureuse de deux collègues. Le film est accueilli favorablement par la presse, qui salue sa performance, ce qui lui vaut également de devenir immédiatement la favorite parmi les cinéastes indépendants ; il est distribué dans une combinaison maximale de deux salles et rapporte 22 815 dollars sur le territoire américain en dix semaines à l'affiche.
L'année 2008 est décisive puisque Greta enchaîne coup sur coup deux films devenus « culte » dans le cinéma indépendant : Baghead, où dans ce film né d'une blague et qui se veut une parodie de slasher, elle est l'un des quatre personnages principaux et Yeast ; elle fait ensuite ses débuts de réalisatrice en co-réalisant avec Joe Swanberg la comédie romantique Nights and Weekends, centrée sur l'histoire d'un couple faisant face aux défis d'une relation à longue distance et dans laquelle elle tient le rôle principal féminin.
Elle participe l'année suivante au film d'horreur The House of the Devil dans lequel elle interprète l'amie du personnage principal, incarné par Jocelin Donahue.
En dépit des commentaires généralement favorables,, ces films sortent confidentiellement en salles.

#### Révélation critique (2010-2012)

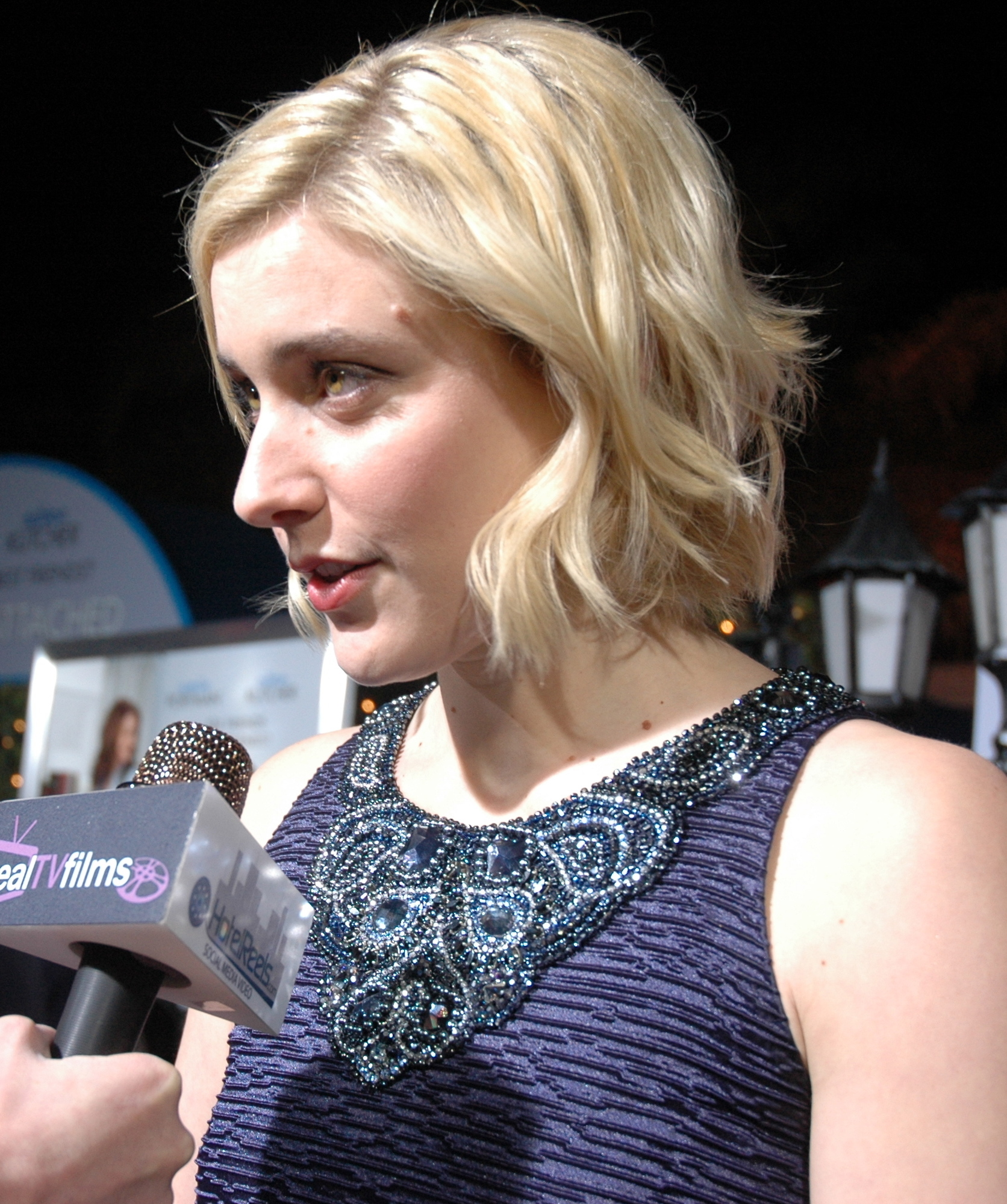
Greta Gerwig à la première de Sex Friends en 2011.

En 2010 sa carrière prend un tournant avec le film indépendant Greenberg, où sa prestation de la jeune assistante personnelle du frère du personnage central, incarné par Ben Stiller, avec lequel Greta Gerwig entame une relation sentimentale incertaine, lui vaut d'être nommée dans des festivals de cinéma indépendants et d'être saluée par le critique A.O. Scott du New York Times, qui selon lui pourrait s'imposer comme « la meilleure actrice de sa génération». Premier film de l'actrice à connaître une sortie plus large avec une combinaison de salles plus importante, Greenberg totalise 4,3 millions de dollars de recettes sur le territoire américain et 6,1 millions de dollars dans le monde.
Tout en tournant dans des films à faible budget (Art House, Nothern Comfort, The Dish & the Spoon), elle entame en 2011 une percée dans le cinéma grand public, d'abord avec la comédie sentimentale Sex Friends où elle joue aux côtés d'Ashton Kutcher et Natalie Portman, puis avec la comédie Arthur, un amour de milliardaire, remake d'un film de 1981 dans lequel elle partage la vedette avec Russell Brand, Helen Mirren et Jennifer Garner. Si Sex Friends remporte un accueil critique mitigé, mais un succès commercial avec 70,6 millions de dollars aux États-Unis et 147,7 millions de dollars de recettes mondiales, Arthur rencontre des commentaires négatifs, et un échec public.
La même année, elle prête sa voix à la série télévisée d'animation China, IL (en), diffusé sur Adult Swim.

#### Confirmation et passage à la réalisation (2012 - 2019)

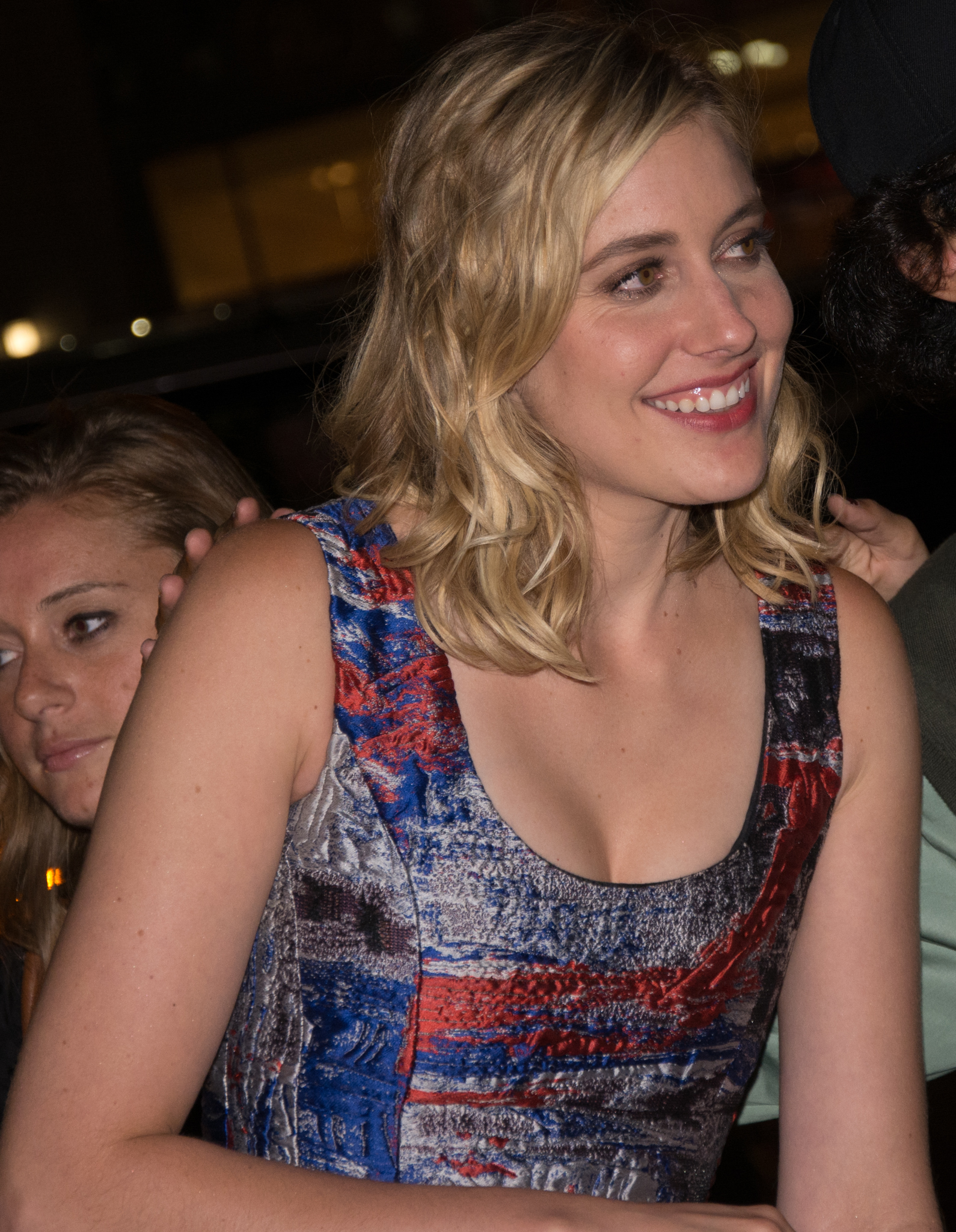
Greta Gerwig au Festival de Toronto 2014 pour Eden.

En 2012, Greta Gerwig est à l'affiche de Damsels in Distress, suivi de To Rome with Love, de Woody Allen, où elle se retrouve à l'affiche aux côtés d'acteurs pour la plupart confirmés (Roberto Benigni, Alec Baldwin, Penelope Cruz, Elliot Page). La même année, elle interprète l'héroïne du film Frances Ha réalisé par son compagnon Noah Baumbach, avec qui elle co-écrit le scénario. Frances Ha rencontre un accueil critique largement favorable et obtient un certain succès en salles notamment en France où il est distribué dans les salles d'art et essai,,. Sa prestation lui vaut plusieurs distinctions, dont une nomination au Golden Globes, dans la catégorie meilleure actrice dans une comédie ou un film musical.
En novembre 2013, elle joue dans le clip Afterlife du groupe Arcade Fire, réalisé par Spike Jonze dans le cadre des Youtube Movie Awards,.
En 2014, elle décroche le rôle principal dans How I Met Your Dad, spin-off de la série phare How I Met Your Mother. Mais la chaîne CBS ne l'a pas retenu en raison d'un pilote tourné peu concluant. La même année, elle est sélectionnée pour faire partie du jury au Festival de Berlin 2014.
En mai 2014, elle fait ses débuts sur scène au Lucille Lortel Theater de New York dans The Village Bike, pièce de Penelope Skinner, dans lequel elle joue Becky. La pièce est jouée jusqu'en juin.
En août 2015, il est annoncé que Greta Gerwig réaliserait son premier film en solo, Lady Bird, dont elle a écrit le scénario (après une co-réalisation pour Nights and Weekends). Produit par IAC Films, le tournage débute en mars 2016 à Sacramento et sort en novembre 2017 aux Etats-Unis. Le film remporte le prix de la Meilleure comédie ou comédie musicale aux Golden Globes 2018. Greta Gerwig est nommée pour le meilleur scénario aux Golden Globes et pour l'Oscar de la meilleure réalisation de la même année.

#### Ascension comme réalisatrice (depuis 2019)
En 2019, avec Les Filles du docteur March (Little Women), elle dirige Saoirse Ronan, Emma Watson, Florence Pugh, Eliza Scanlen, Timothée Chalamet, Laura Dern et Meryl Streep dans une nouvelle adaptation du livre de Louisa May Alcott. La sortie du film a eu lieu en décembre 2019 aux États-Unis, et le 1er janvier 2020 en France.
En 2022, elle a coécrit avec Noah Baumbach et réalisé le film Barbie en prises de vue réelles pour Warner Bros. Le tournage s'est achevé dans la même année, et la sortie en salle est prévue en France pour le 19 juillet 2023. Le film met en vedette Margot Robbie dans le rôle-titre aux côtés de Ryan Gosling (dans le rôle de la poupée Ken), Will Ferrell, America Ferrera, Kate McKinnon, Issa Rae, Simu Liu, Ncuti Gatwa, Emma Mackey et Michael Cera,,. Il fait d'elle la première femme dont le film atteint le milliard de dollars au box-office. Le film est nommé pour 8 Oscars et obtient celui de la meilleure chanson après avoir obtenu le premier Golden Globe de la meilleure réussite cinématographique et au box-office aux Goldens Globes 2024.
En juillet 2023, Le New Yorker rapporte qu'elle a été embauchée par Netflix pour écrire et réaliser deux adaptations cinématographiques de la série de livres Le Monde de Narnia de C. S. Lewis. Pour cette nouvelle adaptation, elle s'entoure à nouveau de l'actrice Emma Mackey, et de Daniel Craig et Carey Mulligan ainsi que Meryl Streep.
En décembre 2023, elle est choisie pour être la présidente du jury au Festival de Cannes 2024.

### Vie privée
Depuis 2011, Greta Gerwig est en couple avec le réalisateur Noah Baumbach mais ils n'ont pas officialisé immédiatement leur relation,. En mars 2019, les médias ont annoncé que Greta Gerwig et Noah Baumbach avaient un fils,.

## Filmographie

### Actrice

#### Cinéma

##### Années 2000
- 2006 : LOL de Joe Swanberg : Greta
- 2007 : Hannah Takes the Stairs de Joe Swanberg : Hannah
- 2008 : Baghead de Jay et Mark Duplass : Michelle
- 2008 : Nights and Weekends de Greta Gerwig et Joe Swanberg : Mattie
- 2008 : Yeast de Mary Bronstein : Gen
- 2008 : I Thought You Finally Completely Lost It de Rod Webber (en) : Greta
- 2008 : You Won't Miss Me de Ry Russo-Young : Bridget
- 2008 : Quick Feet, Soft Hands (court métrage) de Paul Harrill : Lisa
- 2009 : Family Tree (court métrage) de Kentucker Audley (en)
- 2009 : The House of the Devil de Ti West : Megan

##### Années 2010
- 2010 : Greenberg de Noah Baumbach : Florence Marr
- 2010 : Art House de Victor Fanucchi : Nora Ohr
- 2010 : Northern Comfort (en) de Rod Webber : Cassandra
- 2011 : Sex Friends (No Strings Attached) d'Ivan Reitman : Patrice
- 2011 : The Dish & the Spoon d'Alison Bagnall : Rose
- 2011 : Arthur, un amour de milliardaire (Arthur) de Jason Winer : Naomi Quinn
- 2011 : Damsels in Distress de Whit Stillman : Violet
- 2012 : Side by Side, documentaire de Christopher Kenneally : elle-même
- 2012 : To Rome with Love de Woody Allen : Sally
- 2012 : Lola Versus de Daryl Wein (en) : Lola
- 2012 : Frances Ha de Noah Baumbach : Frances Halladay
- 2014 : En toute humilité (The Humbling) de Barry Levinson : Pegeen Mike Stapleford
- 2014 : Eden de Mia Hansen-Løve : Julia
- 2015 : Mistress America de Noah Baumbach : Brooke
- 2015 : Maggie a un plan (Maggie's Plan) de Rebecca Miller : Maggie
- 2016 : Le Teckel (Wiener-Dog) de Todd Solondz : Dawn Wiener
- 2016 : 20th Century Women de Mike Mills : Abbie
- 2016 : Jackie de Pablo Larraín : Nancy Tuckerman
- 2018 : L'Île aux chiens (Isle of Dogs) de Wes Anderson (voix originale et voix française)

##### Années 2020
- 2022 : White Noise de Noah Baumbach : Babette

#### Télévision
- 2009 : Une aventure new-yorkaise (téléfilm) d'Oliver Lécot : Tamera
- 2011 : China, IL (en) (série d'animation) : Pony Merks (voix ; 21 épisodes
- 2014 : How I Met Your Dad (en) (série télévisée) : Sally (pilote)
- 2014 : Portlandia (série télévisée), saison 5, épisode Doug Becomes a Feminist : la sirène
- 2016 : The Mindy Project (série télévisée), saison 4, épisodes Les Choses les plus simples (Freedom Tower Women’s Health) et Le Briseur de couple (Homewrecker) : Sarah Branum

#### Websérie
- 2006 : Young American Bodies (en) : Greta

### Réalisation
- 2008 : Nights and Weekends (co-réalisé avec Joe Swanberg)
- 2017 : Lady Bird
- 2019 : Les Filles du docteur March (Little Women)
- 2023 : Barbie
- 2026 : Narnia : Le Neveu du magicien (Narnia: The Magician's Nephew)

### Scénariste
- 2007 : Hannah Takes the Stairs de Joe Swanberg (coscénarisé avec Joe Swanberg et Kent Osborne)
- 2008 : Nights and Weekends d'elle-même et Joe Swanberg (coscénarisé avec Joe Swanberg)
- 2010 : Northern Comfort (en) de Rod Webber (en)
- 2012 : Frances Ha de Noah Baumbach (coscénarisé avec Noah Baumbach)
- 2015 : Mistress America de Noah Baumbach (coscénarisé avec Noah Baumbach)
- 2017 : Lady Bird d'elle-même
- 2019 : Les Filles du docteur March d'elle-même
- 2023 : Barbie d'elle-même (co-scénarisé avec Noah Baumbach)
- 2025 : Blanche-Neige (Snow White) de Marc Webb (co-scénarisé avec Erin Cressida Wilson, participation non-créditée au générique).
- 2026 : Narnia : Le Neveu du magicien (Narnia: The Magician's Nephew) d'elle-même

## Distinctions

### Récompenses
- Festival international du film de Dublin 2012 : meilleure actrice pour Damsels in Distress
- Indiana Film Journalists Association Awards 2015 : meilleure actrice pour Mistress America
- Detroit Film Critics Society Awards 2016 : meilleure actrice dans un second rôle pour 20th Century Women
- Nevada Film Critics Society Awards 2016 : meilleure actrice dans un second rôle pour 20th Century Women
- Golden Globe 2024 : meilleure réussite cinématographique et au box-office pour Barbie (avec Margot Robbie)

### Nominations
- Alliance of Women Film Journalists Awards 2008 : meilleur passage d'actrice à celui de réalisatrice pour Nights and Weekends
- Gotham Awards 2010 : meilleure révélation pour Greenberg
- Independent Spirit Awards 2011 : meilleure actrice pour Greenberg
- COFCA Awards 2011 :  meilleure actrice pour Greenberg
- Chlotrudis Awards 2014 : meilleur scénario original pour Frances Ha
- Critics' Choice Movie Awards 2014 : Meilleure actrice pour Frances Ha
- Golden Globes 2014 : Meilleure actrice dans un drame pour Frances Ha
- Austin Film Critics Association Awards 2016 : meilleure actrice dans un second rôle pour 20th Century Women
- Alliance of Women Film Journalists Awards 2017 : meilleure actrice dans un second rôle pour 20th Century Women
- Critics' Choice Movie Awards 2017 : meilleure actrice dans un second rôle pour 20th Century Women
- Oscars 2018 :  Meilleur réalisatrice pour Lady Bird
- Oscars 2020 : Meilleur scénario adapté pour Les Filles du docteur March
- BAFTA 2020 : Meilleur scénario adapté  pour Les Filles du docteur March
- Golden Globes 2024 : Meilleur film musical ou comédie, Meilleure réalisation, Meilleur scénario pour Barbie
- Oscars 2024 : Meilleur scénario adapté pour Barbie

## Voix francophones
En version française, Greta Gerwig est régulièrement doublée par Émilie Rault qui est sa voix entre 2010 et 2012 dans Greenberg, Arthur, un amour de milliardaire, To Rome with Love et Damsels in Distress, ainsi qu'en 2022 dans White Noise.
Greta Gerwig est également doublée par Adeline Flaun dans The House of the Devil , Charlotte Daniel dans Sex Friends, Delphine Moriau dans Lola Versus, Maia Baran dans Frances Ha, Céline Mauge dans Mistress America et Marlène Goulard dans Jackie.
En version québécoise, elle est doublée par Kim Jalabert dans Greenberg et Arthur.